# پانتسربوکسه ۳۹
پانتسربوکسه ۳۹ (به آلمانی: Panzerbüchse 39 - PzB) (تفنگ ضدزره ۳۹) گونه‌ای تفنگ ضدتانک بود که پیش از جنگ جهانی دوم در آلمان طراحی شد. گرانات‌بوکسه ۳۹ گونه نارنجک‌انداز این سلاح بود.

## ویژگی‌ها
پانتسربوکسه ۳۹ سلاحی مشابه یک تفنگ بود که دوپایه تا شو، قنداق و دسته پیستولی داشت. سلاح به صورت انفرادی استفاده و با دست یا روی شانه حمل می‌شد. این سلاح به صورت تک‌تیر گلوله ضدزره شلیک می‌کرد. پانتسربوکسه ۳۹ نیمه‌خودکار نبود در نتیجه لگدی سنگین و بارگذاری مجدد آهسته‌ای داشت. این لگد شدید لوله را به سمت عقب می‌راند و دریچه پشت تفنگ را به صورت عمودی باز می‌کرد. تیرانداز یک گلوله درون لوله می‌گذاشت و دریچه را می‌بست. مهمات در محفظه ده‌تایی در در یک طرف تفنگ در نزدیکی دسته قرار می‌گرفت. گلوله شلیک‌شده می‌توانست از فاصله ۱۰۰ متری با زاویه ۶۰ درجه در زره ۳۰ میلی‌متری نفوذ کند